# Luis León Sánchez

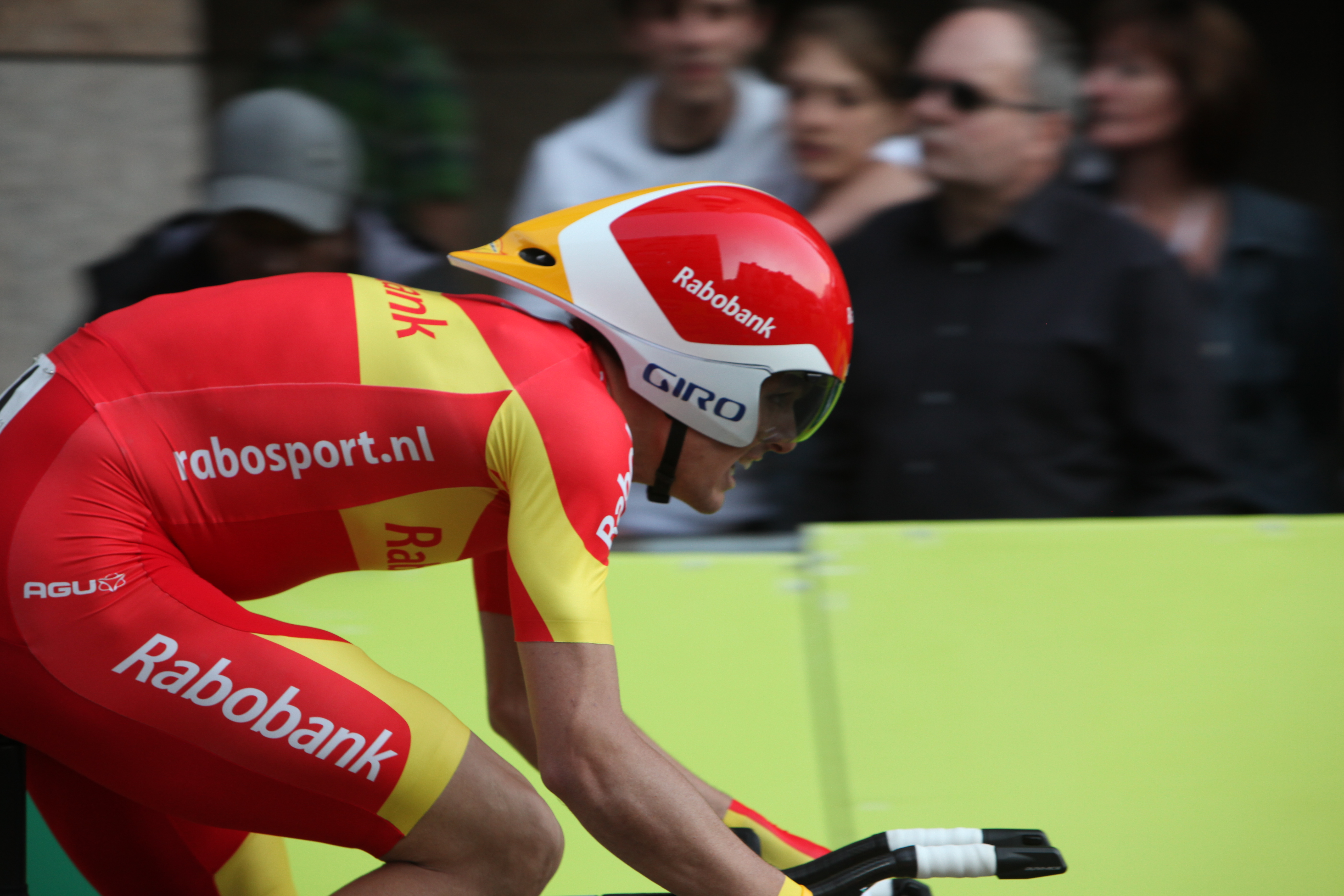
Luis Léon Sánchez på prologen i Tour de Romandie 2011.

Luis León Sánchez Gil, född 24 november 1983 i Mula, Murcia, är en spansk professionell tävlingscyklist som tävlar för UCI ProContinental-stallet Caja Rural-Seguros RGA. Sánchez är en tempospecialist men har även visat styrka i bergen.
Sánchez tävlade för Liberty Seguros-Würth mellan 2004 och 2006, men blev senare kontrakterad av Caisse d'Epargne när Liberty Seguros-Würth fick problem under dopningshärvan Operación Puerto.

## Karriär
Luis Léon Sánchez blev professionell 2004, när han var 20 år gammal, med stallet Liberty Seguros. I maj samma år vann han en etapp, ett tempolopp, på Clásica de Alcobendas framför Iban Mayo och Isidro Nozal Vega. Några dagar därpå vann han etapp 1 av Vuelta Ciclista Asturias framför David Navas och Eladio Jimenez. Sánchez blev senare under året tvåa i de spanska nationsmästerskapens tempolopp bakom José Ivan Gutierrez.
Andra året som professionell startade med en seger när Sánchez tog hem den australiska tävlingen Tour Down Under, en tävling som dominerades av Liberty Seguros. Stallkamraten Allan Davis slutade tvåa i tävlingen. Sánchez vann etapp 3 av tävlingen och slutade tvåa på kungaetappen i tävlingen. Han åkte vidare till Flandern, där han slutade på fjärde plats i Panne tredagars. Under Gent-Wevelgem skadade han sig och bröt sin högra handled. Han kom tillbaka till tävlandet inför Clásica de Alcobendas och vann etapp 3, ett tempolopp. I juli deltog han i Tour de France och slutade på 108:e plats, tre timmar bakom segraren Lance Armstrong. I slutet av året avled hans bror León Sánchez Gil i en olycka på en fyrhjuling, även han var tävlingscyklist.
Tour Down Under blev Sánchez första tävlingen även under 2006. Han slutade tävlingen på andra plats bakom australiern Simon Gerrans. I mars slutade han tvåa, bakom Aleksandr Vinokurov, i Vuelta a Castilla y León. Han slutade trea i Panne tredagars bakom Leif Hoste och Bernhard Eisel. Säsongen slutade med att spanjoren avbröt Vuelta a España efter etapp 10, en tävling där han deltog för första gången.
Inför säsongen 2007 blev Luis León Sánchez Gil kontrakterad av det spanska UCI ProTour-stallet Caisse d'Epargne. Han vann etapp 6 av Paris-Nice samma år och slutade trea i tävlingen bakom Alberto Contador och Davide Rebellin. I början av säsongen vann han också Challenge Mallorca och slutade tvåa i Trofeo Soller bakom landsmannen Antonio Colóm. Under sommaren slutade han tvåa i de spanska nationsmästerskapens tempolopp bakom José Ivan Gutierrez.
2008 slutade Sánchez åtta på Tour Down Under. Han vann sedan den sista etappen av Paris-Nice, en tävling där han slutade femma. Han tog tredje platsen i Critérium International, bakom Jens Voigt och Gustav Larsson, i slutet av mars. Under sommaren vann han de spanska nationsmästerskapen i tempolopp innan han vann den sjunde etappen av Tour de France 2008, en etapp som han solovann framför bland annat Stefan Schumacher och Filippo Pozzato.
Säsongen 2009 startade i Australien på Tour Down Under där Sánchez slutade på fjärde plats på etapp 3 bakom Graeme Brown, Allan Davis och Stuart O’Grady. Säsongen fortsatte med fyra segrar i Frankrike. Han vann Tour Méditerranéen och slutade tvåa på etapp 4. Han vann även den första etappen av Tour du Haut-Var, etapp 7 av Paris-Nice och slutligen slutsegern i det franska etapploppet. Det var efter etapp 7 som han övertog ledningen från Alberto Contador, som hade fått för lite att äta under etappen. Dagen därpå blev det klart att han vunnit tävlingen framför Fränk Schleck och Sylvain Chavanel.
I april vann Sánchez den första etappen av Baskien runt framför Samuel Sánchez och Jérôme Pineau. Han slutade på tredje plats i Baskien runts poängtävling bakom Samuel Sánchez och Alberto Contador. I juni slutade Sanchez tvåa på de spanska nationsmästerskapen i tempolopp bakom Alberto Contador. I Tour de France 2009 tog Sánchez hem segern på etapp 8 framför Sandy Casar och Mikel Astarloza. Han slutade även på sjunde plats på etapp 18 av tävlingen. I augusti slutade han på sjätte plats på GP Ouest France bakom Simon Gerrans, Pierrick Fédrigo, Paul Martens, Anthony Roux och Daniel Martin.
2011 tog Sanchez sin tredje etappseger på Tour de France när han vann den nionde etappen.

## Privatliv
Luis Léon Sánchez bror Pedro León Sánchez Gil är en professionell fotbollsspelare. Hans äldre bror León Sánchez Gil är en tävlingscyklist som avled den 30 oktober 2005 efter en olycka på en fyrhjuling.

## Stall
- Liberty Seguros-Würth 2004–2006
- Caisse d'Epargne 2007–2010
- Rabobank 2011–2013
- Caja Rural-Seguros RGA 2014–